# Història de la bombeta elèctrica
La història del llum incandescent, un dels invents més utilitzats per l'home des de la seva creació fins a principis del segle xxi, inclou els avenços tecnològics com les interminables disputes respecte a un infinitat de patents corresponents a l'invent. Així, encara que l'invent de la làmpada incandescent se li atribueix a Thomas Edison, ell només va ser el primer a patentar, el 27 de gener de 1880, amb el número 285.898, una bombeta incandescent de filament de carboni que fos comercialment viable fora dels laboratoris. El principal avantatge de la bombeta d'Edison, davant del seu rival més proper, i futur soci, Joseph Swan, que havia patentat una bombeta un any abans, va ser que Edison havia aconseguit crear un buit total, de manera que donava una vida de 40 hores a la bombeta davant de les 13 hores que durava la bombeta de Swan, per no haver aconseguit aquest buit total.
El 2009, una Directiva de la Unió Europea va establir un termini perquè als Estats membres deixessin de fabricar i comercialitzar llums incandescents. L'1 de setembre de 2009 es va prohibir la fabricació i distribució de làmpades de potència igual o superior a 100 W i l'1 de setembre de 2010 les làmpades de 75 W. Un any després, l'1 de setembre de 2011, les làmpades de 60 W i, finalment, l'1 de setembre del 2012 es van retirar els llums de 40 i 25 W. Els llums incandescents estan sent substituïts per opcions més eficients, com les làmpades fluorescents compactes i les basades en tecnologia LED.

## Recerca i desenvolupament
Encara que el primer a usar el terme «làmpada incandescent» va ser Abril Michel, en un article publicat el 1840, a Philosophical Magazine, en què descrivia un experiment amb dos fils de coure dins d'un got invertit, l'invent havia estat desenvolupat a partir dels experiments el 1802 de Humphrey Davy, quan va aconseguir crear llum utilitzant un fil de platí, monstrant-ho davant la gioSociety en 1809.
En 1855, l'alemany Heinrich Goebel va utilitzar el bambú carbonitzat com a filament per a la seva pròpia bombeta incandescent, molt abans per tant que Edison.
El 18 de desembre de 1878, Joseph Swan va presentar el seu invent davant la Literary and Philosophical Society of Newcastle upon Tyne. No obstant això, no ho patentaria fins a un any després en entendre que es tractava d'una tecnologia que estava ja en el domini públic.

## Manufactura
La disputa sobre els patents de Swan i Edison va portar a la fusió de les seves empreses respectives. Així, el 1883, s'establiria l'Edison & Swan United Electric Light Company, una empresa que venia precisament la bombeta "Ediswan", amb un filament de cel·lulosa que el mateix Swan havia inventat el 1881. D'altra banda, el preu de la bombeta que Swan venia el 1879 a 25 xílings havia baixat a 5 xílings el 1881.

## Història

### Segle XIX
Les primeres experiències d'il·luminació elèctrica per incandescència daten del segon terç del segle xix.

### 

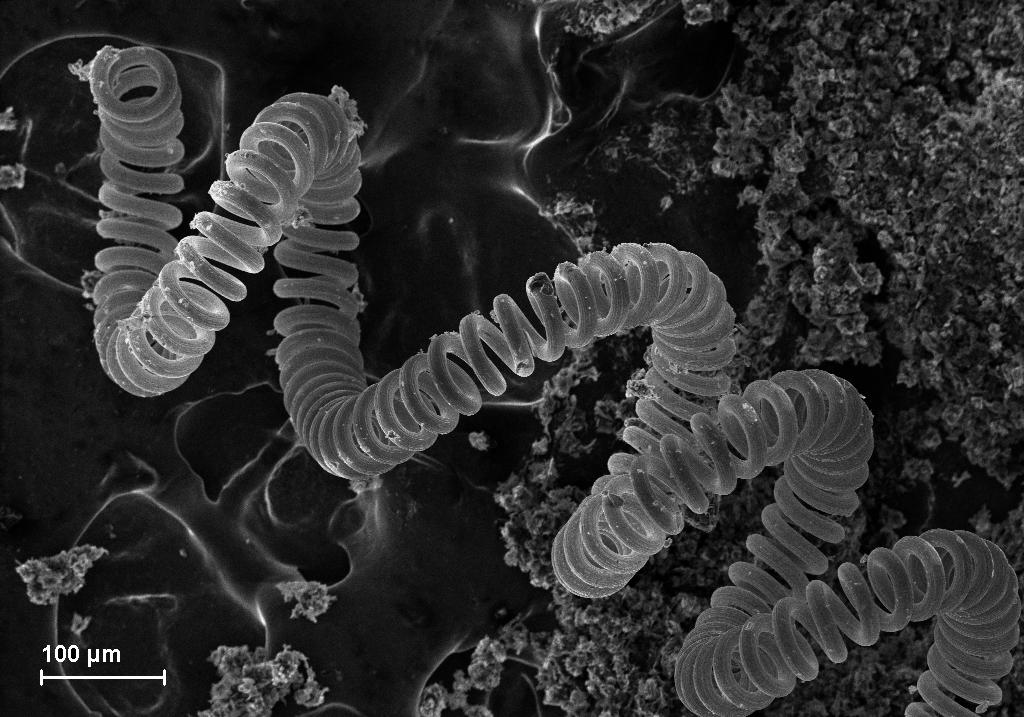
Imatge MEB del filament de tungstè d'un llum incandescent.

El 1913, l'ampolla ja no estava sota el buit d'aire, sinó que s'omplen amb gas noble, argó i després criptó.

### Segle XXI
Al segle XXI, la Unió Europea i altres països disposen la retirada de circulació dels llums incandescents a causa de la seva baixa eficiència lluminosa en comparació amb altres mètodes d'il·luminació, tub fluorescent, làmpada fluorescent, làmpada de díode emissor de llum.

## Història
Els historiadors Robert Friedel i Paul Israel enumeren els inventors de les làmpades incandescents abans de Josep Swan i Thomas Edison. Conclouen que la versió d'Edison va ser capaç de superar les altres a causa d'una combinació de tres factors: un material incandescent efectiu, un buit més alt que el que altres van ser capaços d'aconseguir (mitjançant l'ús de la bomba Sprengel) i una alta resistència elèctrica que va fer econòmicament viable la distribució d'energia des d'una font centralitzada.
L'historiador Thomas Hughes ha atribuït l'èxit d'Edison al seu desenvolupament d'un sistema complet i integrat d'il·luminació elèctrica.
| «                                                                                | El llum era un component petit en el sistema d'il·luminació elèctrica, i no més crític per al seu funcionament efectiu que el generador Edison Jumbo, el sistema principal i alimentador d'Edison i el sistema de distribució en paral·lel. Altres inventors amb generadors i làmpades incandescents, i amb enginy i excel·lència comparables, han estat oblidats fa temps perquè els seus creadors no van presidir la seva introducció en un sistema d'il·luminació. | The lamp was a small component in his system of electric lighting, and no more critical to its effective functioning than the Edison Jumbo generator, the Edison main and feeder, and the parallel-distribution system. Other inventors with generators and incandescent lamps, and with comparable ingenuity and excellence, have long been forgotten because their creators did not preside over their introduction in a system of lighting. | » |
| — Thomas P. Hughes, en Technology at the Turning Point, editat per W. B. Pickett | | |   |

### Primeres investigacions precomercials

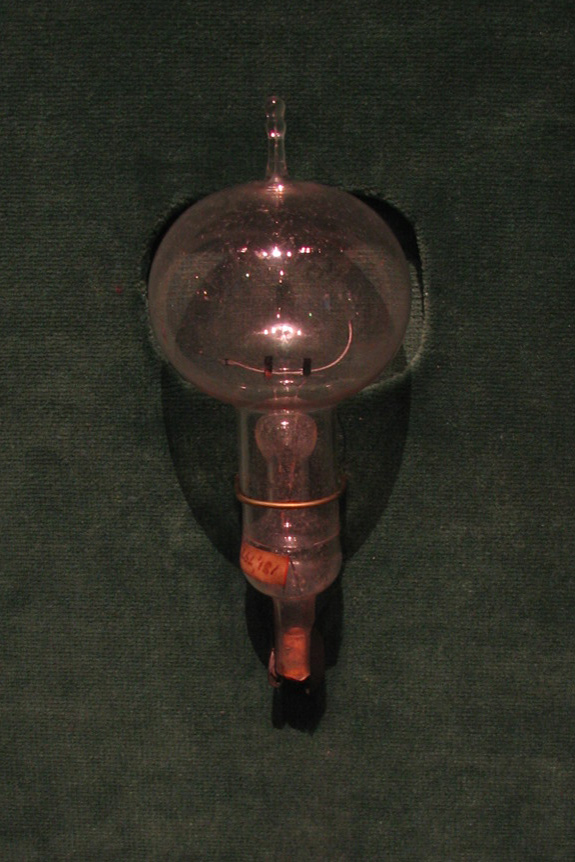
Bombeta de filament de carboni original de la botiga de Thomas Edison a Menlo Park

En 1761, Ebenezer Kinnersley va aconseguir escalfar un filferro fins a portar-lo a la incandescència.
En 1802, Humphry Davy va usar el que va descriure com «una bateria de volum immens», que constava de 2000 cel·les allotjades al soterrani de la Royal Institution of Great Britain, per crear una llum incandescent en passar el corrent a través d'una prima tira de platí, triada perquè el metall tenia un punt de fusió extremadament alt. No va ser prou brillant ni va durar prou per ser pràctic, però va ser el precedent que va orientar els esforços de desenes d'experimentadors durant els 75 anys següents.
Durant els primers tres quarts del segle xix, molts experimentadors van treballar amb diverses combinacions de filferros de platí o iridi, amb varetes de carboni i recintes al buit o al semibuit. Molts dels dispositius van tenir presentacions públiques i alguns van ser patentats.
En 1835, James Bowman Lindsay va presentar a la ciutat escodesa de Dundee un llum elèctric de llum constant, probablement incandescent, que li permetia «llegir un llibre a una distància de peu i mig» (uns 50 cm ). Tot i això, no va desenvolupar més la llum elèctrica.
En 1838, el litògraf belga Marcellin Jobard va inventar una bombeta incandescent amb una atmosfera de buit utilitzant un filament de carboni.
En 1840, el científic britànic Warren de la Rue va tancar un filament de platí enrotllat en un tub de buit i va passar un corrent elèctric a través d'ell. El disseny es va basar en el concepte que l'alt punt de fusió del platí us permetria operar a altes temperatures i que la cambra de buit contindria menys molècules de gas per reaccionar amb el platí, millorant-ne la longevitat. Tot i que era un disseny factible, el cost del platí el feia poc pràctic per al seu ús comercial.
En 1820, Warren de la Rue, utilitzant una espiral de platí, va fer el que es considera el primer intent d'aconseguir la incandescència en una cambra sense aire, i el 1840, va patentar el seu llum incandescent amb filament de platí.
En 1841, Frederick de Moleyns, utilitzant dos filferros de platí, va fer el mateix dins d'una bombeta de vidre al buit, sent el primer a patentar, a Anglaterra, un llum incandescent. També va fer servir carbó.
En 1845, el nord-americà John W. Starr va patentar una bombeta incandescent que utilitzava filaments de carboni. El seu invent mai va ser produït comercialment.
Va ser una demostració pública d'un llum incandescent patentat amb un filament de metall realitzat pel nord-americà William Staite davant la Sunderland Athenaeum, a Anglaterra, el 1845, que inspiraria un dels més importants rivals d'Edison, Joseph Swan, a dedicar-se a investigar el tema.
El 1846, John Daper va patentar un llum incandescent amb filament de platí.
En 1850, Edward G. Shepard va construir un llum amb filament de carboni.
En 1851, Jean Eugène Robert-Houdin va mostrar públicament les bombetes incandescents a la seva finca de Blois, França. Les seves bombetes estan exposades al museu del Château de Blois.
En 1856, el francès Charles de Changy va patentar un llum incandescent per usar a les mines. En 1858 i 1859, de Changy i Théodose du Moncel també van provar sistemes d'il·luminació elèctrica d'incandescència. Aquest mateix any 1859, Moses G. Farmer va construir una bombeta de llum incandescent elèctrica utilitzant un filament de platí. Més tard, Thomas Edison va veure una d'aquestes bombetes en una botiga a Boston i va demanar consell a Farmer sobre el negoci de la llum elèctrica.
En 1860, el britànic Joseph Swan va mostrar que la incandescència podia prolongar-se sense destruir el filament, fent el buit. El desenvolupament de bombes de buit eficients a partir de 1875 li va permetre presentar un llum d'incandescència funcional el 1879, amb un filament de carbó al buit. El mateix any Thomas Edison va dissenyar i comercialitzar una bombeta el filament de la qual era una fibra de cotó carbonitzat. Va desenvolupar un procés per a la fabricació industrial de les bombetes. En un litigi judicial es va reconèixer l'anterioritat de Joseph Swan, però no disposava d'un procés de fabricació industrial. Els dos homes es van veure obligats a fabricar les bombetes en una societat comuna. Ràpidament van difondre el seu llum, que tenia avantatges obvis sobre la il·luminació de gas a la qual va reemplaçar, però el filament de carbó, al sublimar-se i després condensar-se en el vidre de la llum, l'entelava amb força rapidesa. A la dècada de 1880, els fabricants d'il·luminació elèctrica es van enfrontar en una ferotge competència. El 1884, Edison va reclutar Lewis Howard Latimer, un enginyer afroamericà autodidacta, per presentar i defensar les seves patents i promoure el seu sistema.

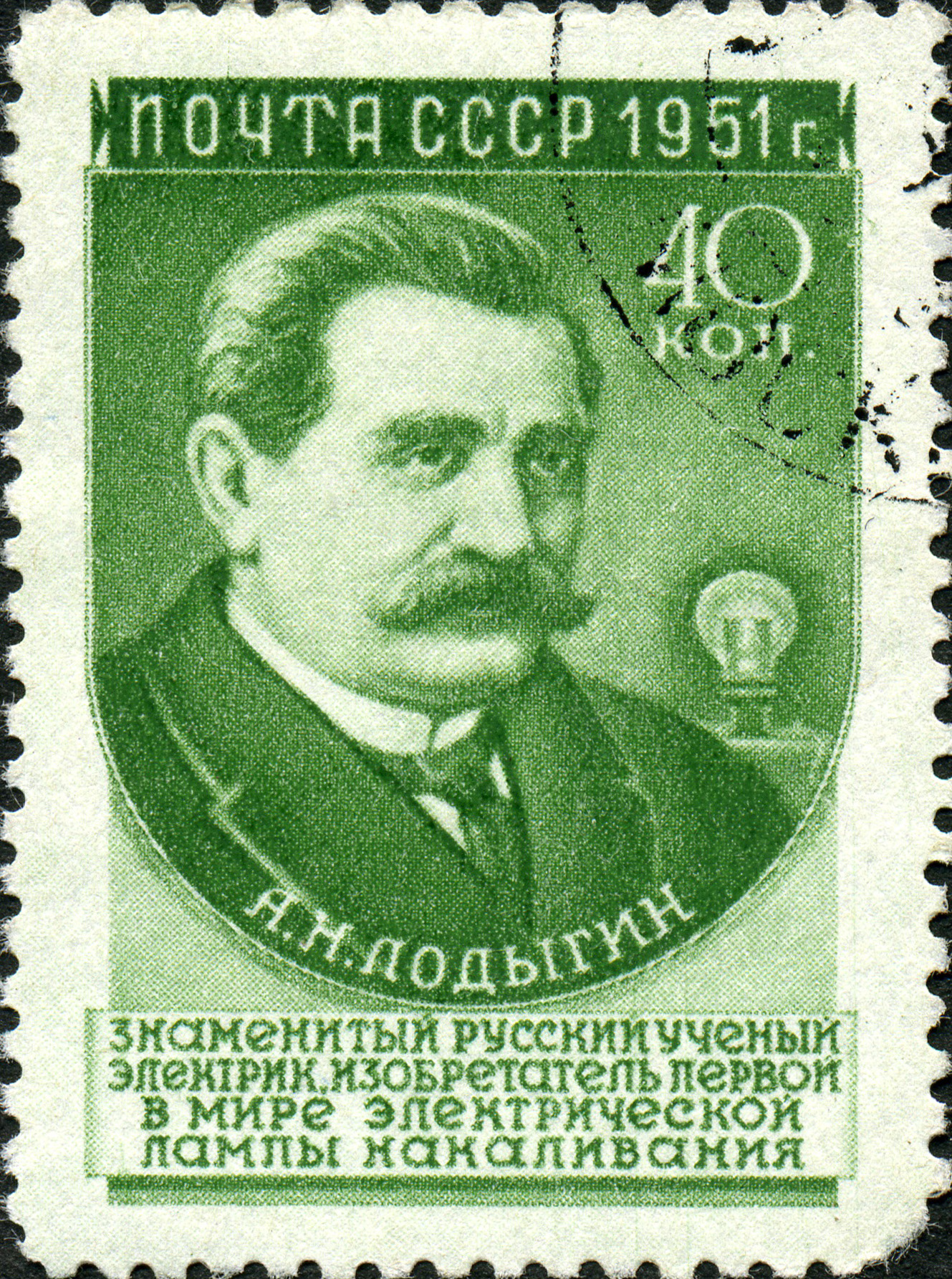
Alexander Lodygin en un segell postal soviètic del 1951

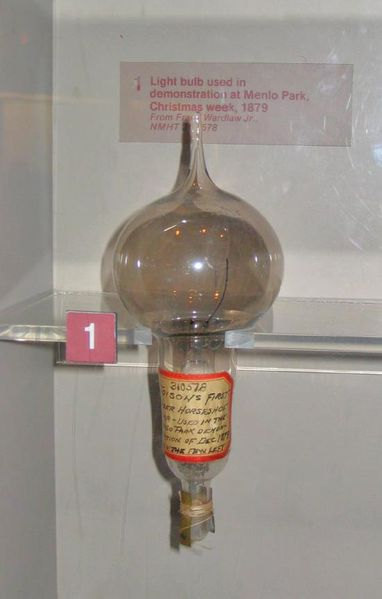
Llum elèctric de Thomas Edison (1879)

El 1872, el rus Alexander Lodygin va desenvolupar una bombeta incandescent plena de nitrogen i amb filament de grafit. Poc després va obtenir una patent russa el 1874 (núm. 1619) en què va fer servir com a cremador dues varetes de carbó de secció disminuent en un recipient de vidre, hermèticament segellat i ple de nitrogen, disposat elèctricament perquè el corrent pogués passar al segon carboni quan el primer s'hagués consumit. Més tard va viure als Estats Units, va canviar el seu nom a Alexander de Lodyguine i va sol·licitar i va obtenir patents per a làmpades incandescents amb filaments de crom, iridi, rodi, ruteni, osmi, molibdè i tungstè, i a la fira mundial de 1900 a París va mostrar una bombeta que usava un filament de molibdè.
El 24 de juliol de 1874, Henry Woodward i Mathew Evans van presentar una patent canadenca per a un llum que consistia en varetes de carboni muntades en un cilindre de vidre ple de nitrogen. No van tenir èxit en la comercialització del llum i van vendre els drets de la seva patent (Història de la bombeta elèctrica a l'USPTO (anglès)) a Thomas Edison en 1879.
El 4 de març de 1880, només cinc mesos després de la bombeta d'Edison, Alessandro Cruto va crear el seu primer llum incandescent. Cruto va produir un filament per deposició de grafit sobre prims filaments de platí, escalfant-ho amb un corrent elèctric en presència d'alcohol etílic gasós. En escalfar aquest platí a altes temperatures deixava fins filaments de platí recoberts amb grafit pur. Al setembre de 1881 havia aconseguit una reeixida versió d'aquest primer filament sintètic. La bombeta, inventada per Cruto, durava cinc-centes hores davant de les quaranta de la versió original d'Edison. A l'Exposició Elèctrica de Munic de 1882 a Baviera, Alemanya, el llum de Cruto va ser més eficient que el d'Edison i va produir una millor llum blanca.
Heinrich Göbel el 1893 va afirmar que havia dissenyat la primera bombeta incandescent el 1854, amb un prim filament de bambú carbonitzat d'alta resistència, cables d'entrada de platí en un embolcall completament de vidre i un alt buit. Jutges de quatre tribunals van plantejar dubtes sobre la suposada anticipació de Göbel, però mai va haver-hi una decisió en una audiència final a causa del venciment de la patent d'Edison. Un treball de recerca publicat el 2007 va concloure que la història dels llums Göbel a la dècada de 1850 era una llegenda.

### Comercialització

#### Filament de carboni i buit

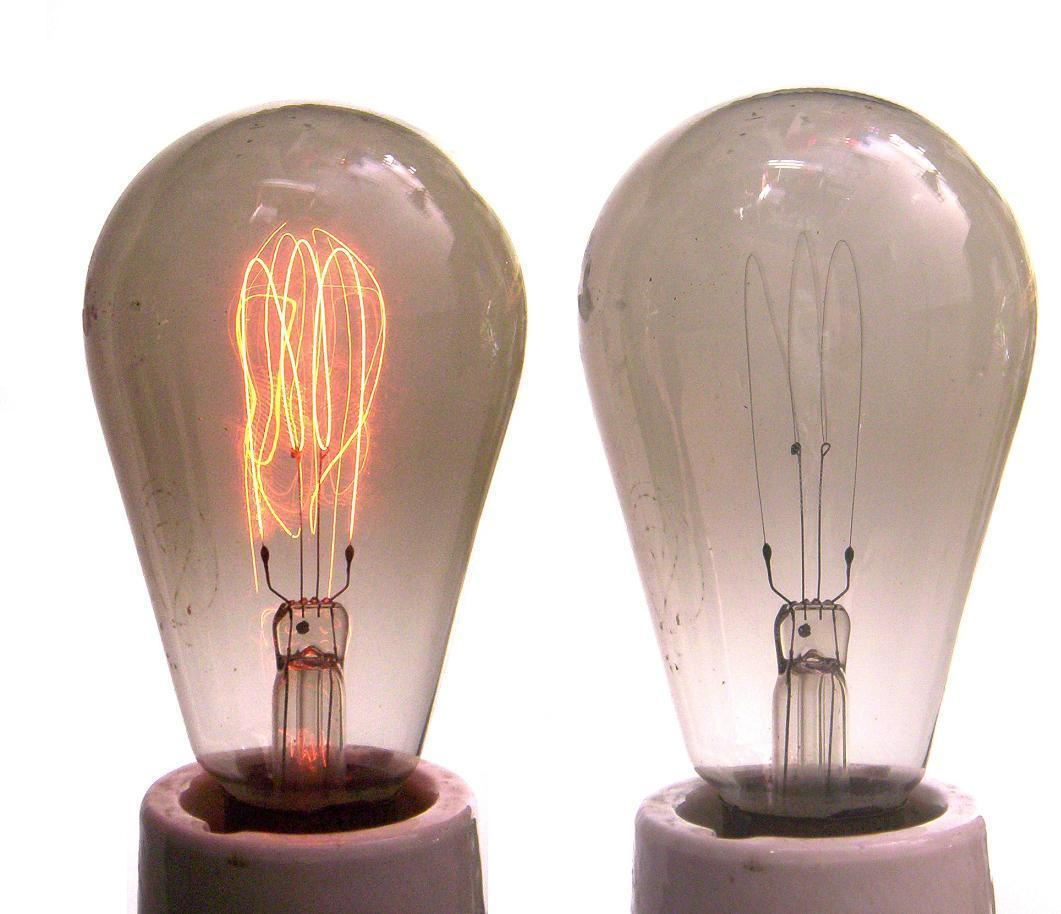
Làmpades antigues de filament de carboni que mostren l'enfosquiment de la bombeta

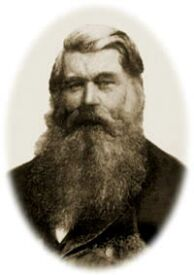
Sir Joseph Wilson Swan

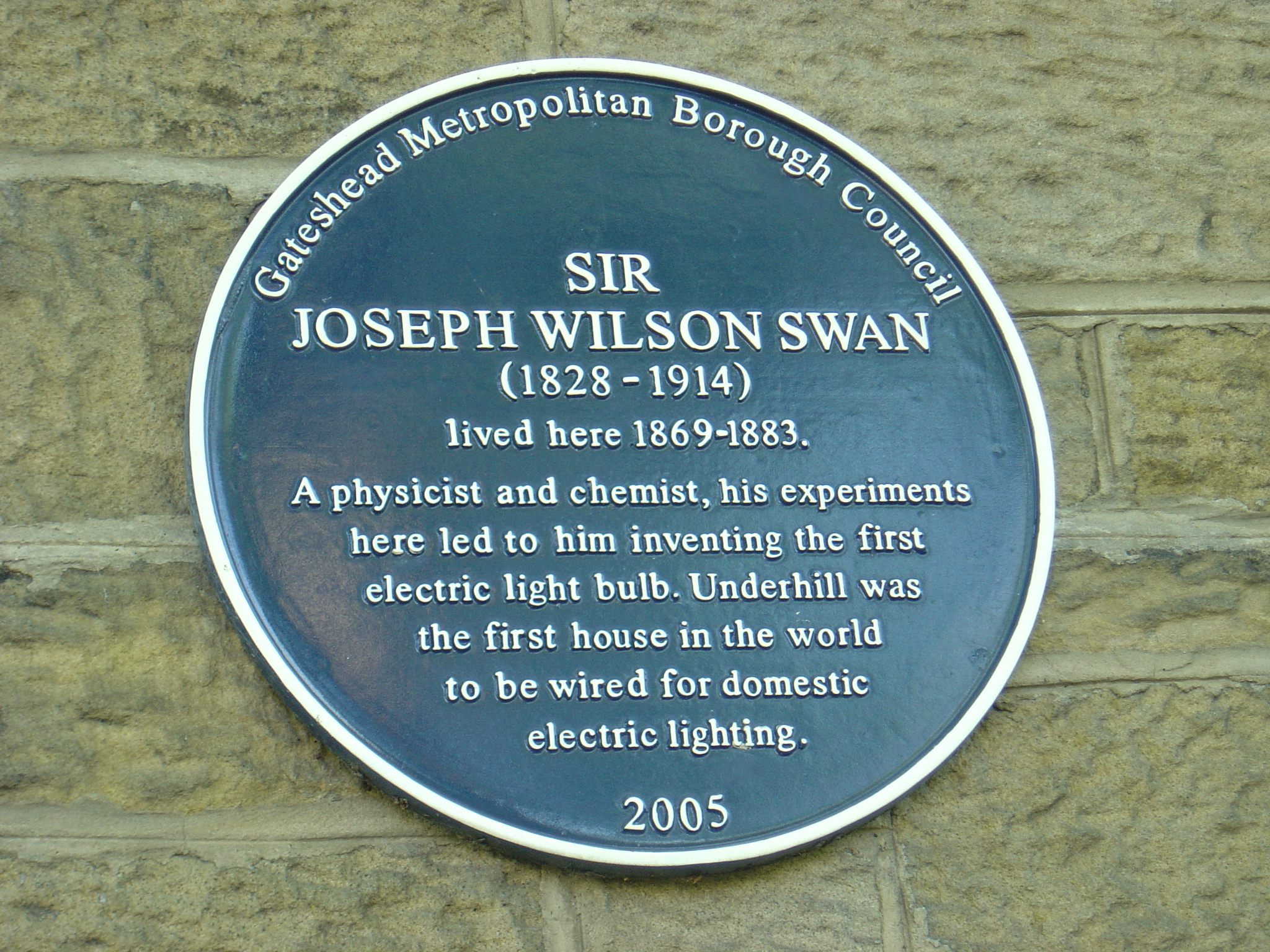
Placa històrica en Underhill, la primera casa il·luminada amb llums elèctriques

Joseph Swan (1828-1914) va ser un físic i químic britànic. El 1850, va començar a treballar amb filaments de paper carbonitzat en un bulb de vidre al buit. El 1860, va poder mostrar un dispositiu que funcionava, però la manca d'un bon buit i d'un subministrament adequat d'electricitat van donar com a resultat que la bombeta tenia vida útil curta i com a font de llum era ineficient. A mitjan dècada de 1870, ja disposava de millors bombes i Swan va tornar als seus experiments.
Amb l'ajuda de Charles Stearn, un expert en bombes de buit, el 1878 Swan va desenvolupar un mètode de processament que evitava l'ennegriment primerenc del bulb. Això va rebre una patent britànica el 1880. El 18 de desembre de 1878, va mostrar un llum que usava una prima barra de carboni en una reunió de la Newcastle Chemical Society, i Swan va fer una demostració de treball en la seva reunió del 17 de gener de 1879. Va ser també mostrada a les 700 persones que van assistir el 3 de febrer de 1879 a una reunió de la Literary and Philosophical Society of Newcastle upon Tyne. Aquests llums feien servir una barra de carboni d'un llum d'arc en lloc d'un filament prim. Per tant, tenien baixa resistència i requerien conductors molt grans per subministrar el corrent necessari, per la qual cosa no eren comercialment pràctiques, encara que van ser una demostració de les possibilitats de la il·luminació incandescent amb un buit relativament alt, un conductor de carboni i cables de entrada de platí. Aquesta bombeta va durar unes 40 hores. Swan després va centrar la seva atenció a produir un millor filament de carboni i els mitjans per unir els seus extrems. Va idear un mètode de tractament del cotó per produir «fil apergaminat» a principis de la dècada de 1880 i va obtenir la patent britànica 4933 aquest mateix any. A partir d'aquest any va començar a instal·lar bombetes a cases i llocs emblemàtics d'Anglaterra. La seva casa, Underhill, Low Fell, Gateshead, va ser la primera del món a ser il·luminada per una bombeta. A principis de la dècada del 1880 havia fundat la seva pròpia companyia. En 1881, el Savoy Theatre a la ciutat de Westminster, Londres, va ser il·luminat amb bombetes incandescents Swan, sent el primer teatre i el primer edifici públic del món a ser completament il·luminat amb electricitat. El primer carrer del món que es va il·luminar amb una bombeta incandescent va ser Mosley Street, a Newcastle upon Tyne, Regne Unit. Va ser il·luminada pel llum incandescent de Joseph Swan el 3 de febrer de 1879.

Comparació de les bombetes d'Edison, Maxim i Swan, 1885

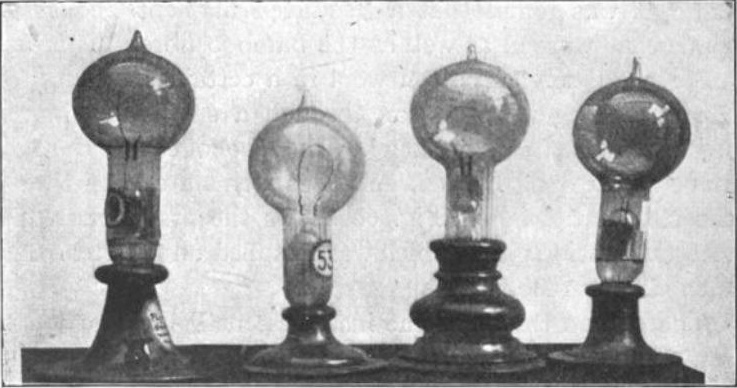
Llums de filament de carboni Edison, principis de la dècada de 1880

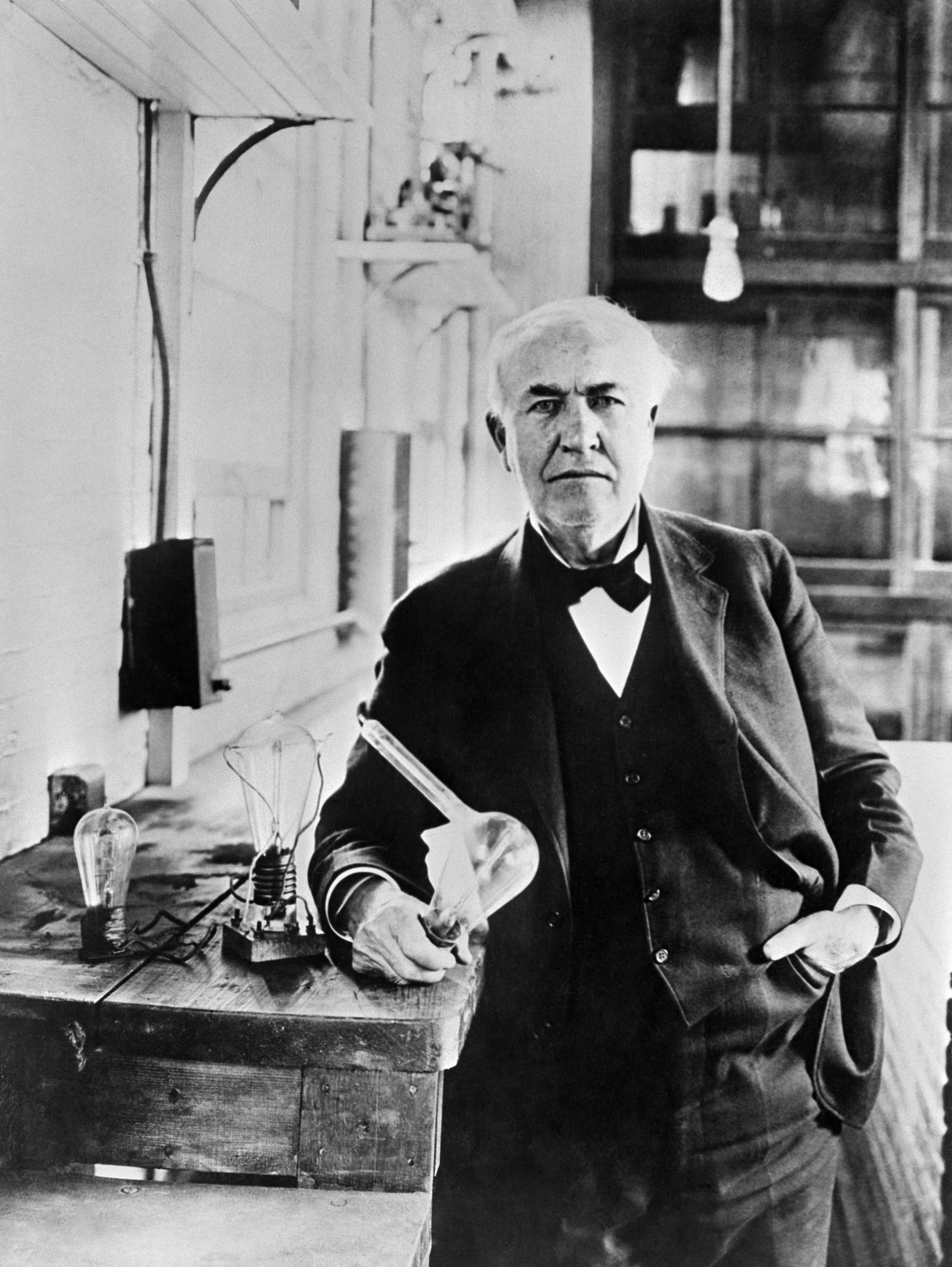
Thomas Alva Edison

Thomas Alva Edison va començar una investigació seriosa per desenvolupar un llum incandescent pràctica el 1878. Edison va presentar la seva primera sol·licitud de patent per a "Improvement in Electric Lights" [Millora de les llums elèctriques] el 14 d'octubre de 1878. Després de molts experiments, primer amb carbó a principis de la dècada de 1880 i després amb platí i altres metalls, al final Edison va tornar a un filament de carboni. La primera prova d'èxit va ser el 22 d'octubre de 1879, i va durar 13,5 hores. Edison va continuar millorant aquest disseny i, el 4 de novembre de 1879, va sol·licitar una patent nord-americana per a un llum elèctric que utilitza «un filament o tira de carboni enrotllat i connectat... a cables de contacte de platí». Tot i que la patent descrivia diverses maneres de crear el filament de carboni, inclòs l'ús de «fil de cotó i lli, tauletes de fusta, papers enrotllats de diverses maneres», Edison i el seu equip van descobrir més tard que un filament de bambú carbonitzat podia durar més de 1.200 hores. En 1880, el vapor d'Oregon Railroad and Navigation Company, Columbia, es va convertir en la primera aplicació de les làmpades elèctriques incandescents d'Edison (també va ser el primer vaixell a utilitzar una dinamo).
Albon Man, un advocat de Nova York, va fundar en 1878 l'Electro-Dynamic Light Company per explotar les seves patents i les de William Sawyer. Setmanes més tard es va organitzar l'United States Electric Lighting Company. Aquesta companyia no va fer la seva primera instal·lació comercial de llums incandescents fins a la tardor de 1880 a Mercantile Safe Deposit Company a la ciutat de Nova York, uns sis mesos després que s'instal·lessin els llums incandescents d'Edison al Columbia. Hiram S. Maxim va ser l'enginyer en cap de l'United States Electric Lighting Company. Després del gran èxit als Estats Units, la bombeta de llum incandescent patentada per Edison també va començar a guanyar popularitat a Europa; entre altres llocs, les primeres bombetes d'Edison als països nòrdics es van instal·lar a la sala de teixit de la fàbrica tèxtil de Finlayson a Tampere, Finlàndia, al març del 1882.
Lewis Latimer, emprat en aquell moment per Edison, va desenvolupar un mètode millorat de tractament tèrmic dels filaments de carboni que reduïa el seu trencament i permetia modelar-los en formes noves, com la característica forma de "M" dels filaments Maxim. El 17 de gener de 1882, Latimer va rebre una patent per al "Process of Manufacturing Carbons" [Procés de fabricació de carbonis], un mètode millorat per a la producció de filaments de bombetes, que va ser comprat per United States Electric Light Company. Latimer va patentar altres millores, com una millor manera d'unir filaments als seus suports de filferro.
A Gran Bretanya, les empreses d'Edison i Swan es van fusionar a Edison and Swan United Electric Company (més tard coneguda com a Ediswan i finalment incorporada a Thorn Lighting Ltd). Edison inicialment estava en contra d'aquesta combinació, però després que Swan ho demanés i guanyés, Edison finalment es va veure obligat a cooperar i es va realitzar la fusió. Finalment, Edison va adquirir tots els interessos de Swan a l'empresa. Swan va vendre els seus drets de patent dels EUA a Brush Electric Company el juny de 1882.

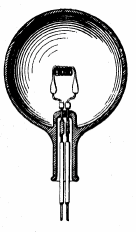
de Thomas Edison per a un llum elèctric millorat, 27 de gener de 1880

L'Oficina de Patents dels Estats Units va emetre una sentència el 8 d'octubre de 1883 que les patents d'Edison es basaven en l'estat de la tècnica de William Sawyer i no eren vàlides. El litigi va continuar durant diversos anys. Finalment, el 6 d'octubre del 1889, un jutge va dictaminar que l'afirmació d'Edison de millora de la llum elèctrica d'«un filament de carboni d'alta resistència» era vàlida.
En 1896, l'inventor italià Arturo Malignani (1865-1939) va patentar un mètode d'evacuació per a la producció en massa, que permetia obtenir bombetes econòmiques amb una durada de 800 hores. La patent va ser adquirida per Edison el 1898.
En 1897, Walther Nernst, físic i químic alemany, va desenvolupar la làmpada de Nernst, una forma de làmpada incandescent que usava un globus ceràmic i no requeria recinte en buit o de gas inert. En reemplaçar el filament de carbó amb un filament de ceràmica, el material no sublimava, eliminant la necessitat del buit; però el llum només s'encenia després d'un preescalfament de 10 a 20 segons. Dues vegades més eficients que les làmpades de filament de carboni, les làmpades de Nernst van ser breument populars fins que van ser superades pels llums que usaven filaments de metall.

#### Filament metàl·lic, gas inert

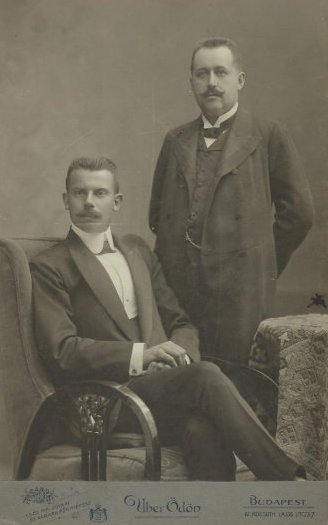
Hanaman (esquerra) i Just (dreta), els inventors de les bombetes de tungstè

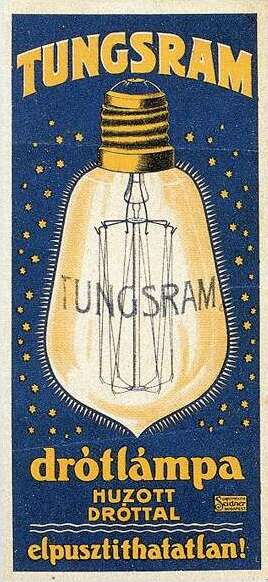
Publicitat hongaresa de la bombeta Tungsram de 1906. Aquesta va ser la primera bombeta que va utilitzar un filament fet de tungstè en lloc de carboni. La inscripció diu: «làmpada de filferro amb un filferro trefilat – indestructible».

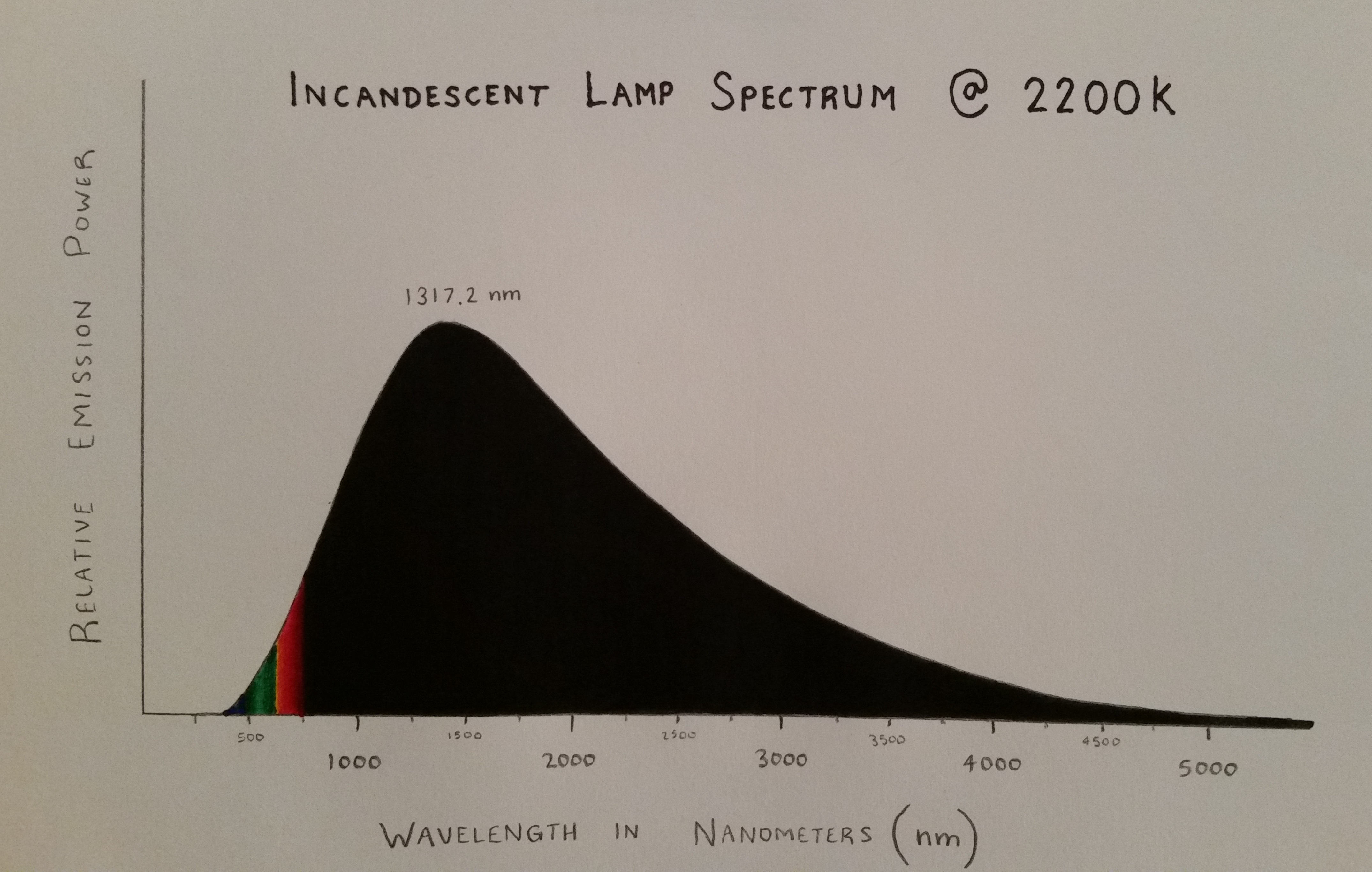
Espectre d'un llum incandescent a 2.200 K, que mostra la major part de la seva emissió com a llum infraroja invisible.

En 1902, Siemens va desenvolupar un filament de llum de tàntal que era més eficient fins i tot que els filaments de carboni grafitat, ja que podien funcionar a temperatures més altes. Atès que el metall de tàntal té una resistivitat menor que el carboni, el filament del llum de tàntal era força llarg i requeria múltiples suports interns. El filament de metall s'escurçava gradualment amb l'ús; els filaments es van instal·lar amb grans bucles fluixos. Les làmpades utilitzades durant diversos centenars d'hores es van tornar força fràgils. Els filaments metàl·lics tenien la propietat de trencar-se i resoldre's, encara que això normalment disminuiria la resistència i escurçaria la vida útil del filament. General Electric va comprar els drets per utilitzar filaments de tantalio i els va produir als EUA fins a 1913.
Des de 1898 fins al voltant de 1905, l'osmi també es va utilitzar com a filament de llum a Europa. El metall era tan car que els llums trencats usats es podien tornar a canvi d'un crèdit parcial. No es va poder fabricar per a 110 V o 220 V, per la qual cosa es van connectar diverses làmpades en sèrie per al seu ús en circuits de voltatge estàndard.

#### Filament de tungstè
El 13 de desembre de 1904, l'hongarès Sándor Just i el croat Franjo Hanaman van obtenir una palesa hongaresa (núm. 34541) per a un llum de filament de tungstè, el metall amb el punt de fusió més alt, a 3.422 °C, que durava més i donava una llum més brillant que el filament de carboni. Els llums de filament de tungstè van ser comercialitzats per primera vegada per l'empresa hongaresa Tungsram el 1904. Aquest tipus sovint es va denominar bombetes de tungsram en molts països europeus. Omplint l'ampolla amb un gas inert, com l'argó o el nitrogen, s'alentia l'evaporació del filament de tungstè en comparació d'operar-lo en el buit. Això permetia més temperatures i, per tant, una major eficàcia amb una menor reducció de la vida útil del filament.
Represa la idea a Alemanya per Carl Auer von Welsbach, i després per tots els fabricants, el metall va substituir el carboni ràpidament, gràcies a la seva llum més brillant i la seva major longevitat.
En 1906, William D. Coolidge va desenvolupar un mètode per fer "tungstè dúctil" a partir de tungstè sinteritzat, que podria convertir-se en filaments mentre treballava per a General Electric Company. El 1911, General Electric havia començat a vendre bombetes incandescents amb filferro de tungstè dúctil.
En 1913, Irving Langmuir va descobrir que omplir un llum amb gas inert en lloc de buit donava com a resultat el doble d'eficàcia lluminosa i una reducció de l'ennegriment de la bombeta.
El 1917, Burnie Lee Benbow va obtenir una patent per al «filament en espiral», en què un filament en espiral s'embolica en una bobina mitjançant l'ús d'un mandril. En 1921, Junichi Miura va crear la primera bombeta de doble bobina amb un filament de tungstè en espiral mentre treballava per a Hakunetsusha (un predecessor de Toshiba). En aquell moment, no existia maquinària per produir en massa filaments en espiral. Hakunetsusha va desenvolupar un mètode per produir filaments en espiral en massa el 1936.
Entre 1924 i l'esclat de la Segona Guerra Mundial, el cartell de Phoebus va intentar fixar preus i quotes de venda per als fabricants de bombetes fora d'Amèrica del Nord.
El consum de bombetes incandescents va créixer ràpidament als Estats Units. El 1885, s'ha estimat que van vendre aproximadament 300.000 llums de servei d'il·luminació general, totes amb filaments de carboni. Quan es van introduir els filaments de tungstè, existien al voltant de 50 milions de portalàmpades als EUA El 1914 s'utilitzaven 88,5 milions de làmpades (només el 15% amb filaments de carboni), i el 1945 les vendes anuals de làmpades eren de 795 milions (més de 5 làmpades per persona a l'any).
El 1917, Burnie Lee Benbow va rebre una patent per al filament de bobina enrotllada, en la qual un filament enrotllat s'embolica en una bobina mitjançant l'ús d'un mandril. El 1921, Junichi Miura va crear la primera bombeta de doble bobina utilitzant un filament de tungstè de bobina enrotllada mentre treballava per a Hakunetsusha (un predecessor de Toshiba). Aleshores, no existia maquinària per produir en massa filaments de bobines enrotllades. Hakunetsusha va desenvolupar un mètode per produir en massa filaments de bobines enrotllats el 1936.
En 1925, Marvin Pipkin, un químic nord-americà que treballava per a General Electric, va patentar un procés per a esmerilar l'interior de les bombetes dels llums sense debilitar-les, cosa que va fer que la llum es difongués millor i que l'ampolla fos molt més sòlida. En 1947, va patentar un procés per recobrir l'interior dels llums amb sílice.
El 1930, l'hongarès Imre Bródy va omplir les butllofes amb gas criptó en lloc d'argó i va dissenyar un procés per obtenir criptó de l'aire. La producció de làmpades plenes de criptó basades en la seva invenció va començar a Ajka el 1937, en una fàbrica codisenyada per Polányi i el físic hongarès Egon Orowan.
En 1959, General Electric va introduir la làmpada incandescent de iode. El iode, un gas halogen, i l'embolcall de cristall de quars van permetre reduir la sublimació del tungstè del filament, la qual cosa permetia que s'escalfés encara més, millorant el rendiment lluminós i elevant la temperatura de color. Les làmpades amb gas halogen, difoses massivament inicialment per als automòbils (far de iode), han tingut múltiples usos professionals.
El 1964, les millores en l'eficiència i la producció de les làmpades incandescents havien reduït el cost de proporcionar una quantitat determinada de llum per un factor de trenta, en comparació del cost de la introducció del sistema d'il·luminació d'Edison.